# Università Abderrahmane Mira di Bugia

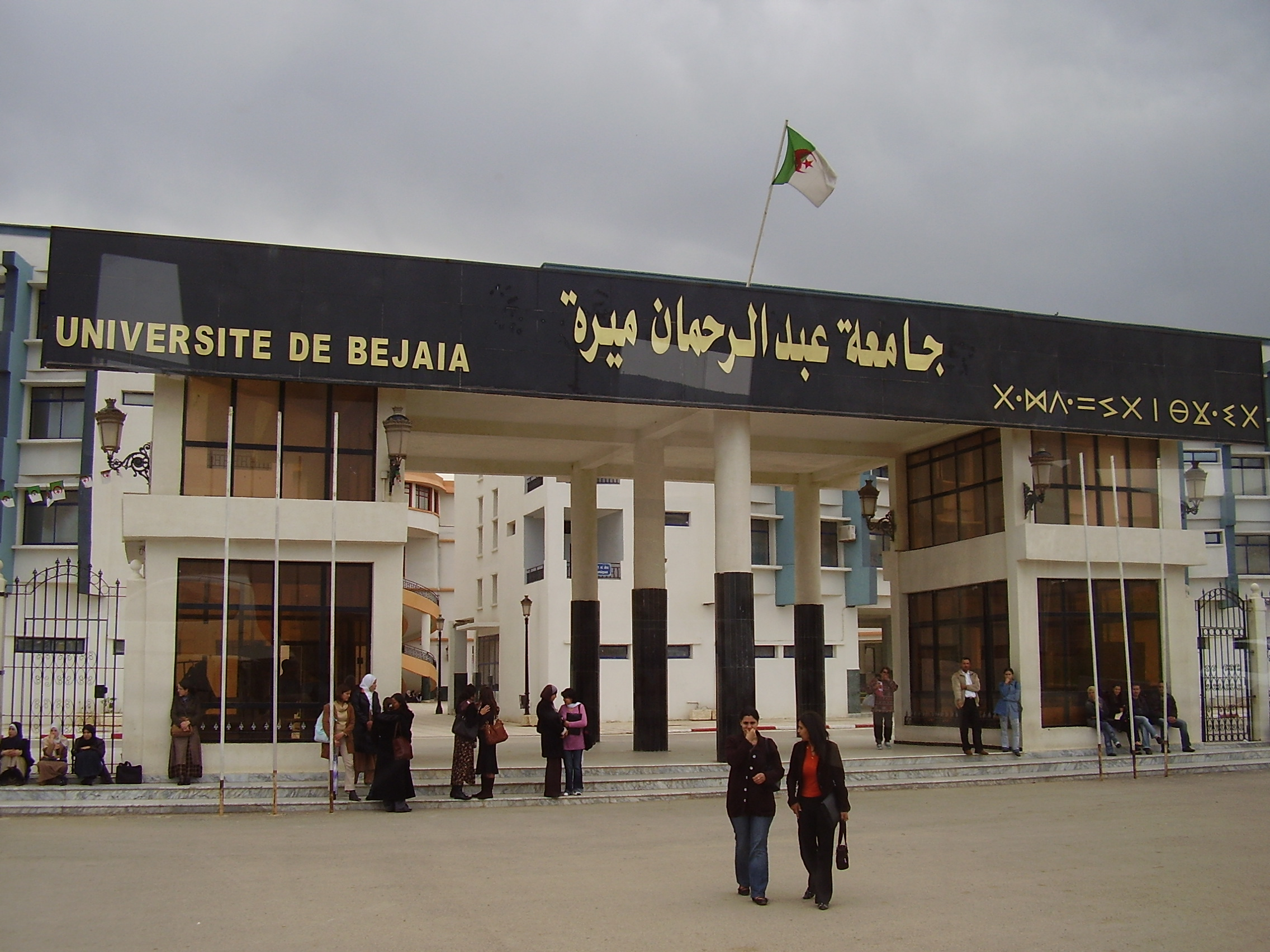
L'ingresso all'università di Béjaïa

L'Università Abderrahmane Mira di Béjaïa (in arabo: جامعة عبد الرحمان ميرة, in berbero ⵝⴰⵚⴷⴰⵯⵉⵝ ⵏ ⴱⴴⴰⵢⵝ Tasdawit n Bgayet) è un'università algerina, ubicata a Béjaïa, nella regione berberofona della Cabilia.

## La fondazione
Il primo nucleo dell'università furono gli Istituti Nazionali di Insegnamento Superiore in Scienze naturali e in Elettrotecnica, costituiti nel 1983 e quello in Chimica industriale, fondato nel 1986. Dopo un periodo in cui tali Istituti nazionali di insegnamento superiore vennero gestiti unitariamente da un Consiglio di coordinamento (dal 1987), nel 1992 venne fondato il "Centro Universitario" di Béjaïa (decreto esecutivo nº 92-294 del 7 luglio 1992), che divenne poi "Università" nel 1998 (decreto esecutivo nº 98-218 del 7 luglio 1998). Al momento della sua creazione, nel 1983, poteva contare su solo 250 studenti. Da allora la crescita è stata continua ed oggi se ne calcolano 22.792 (dati del 2006).
Attualmente l'ateneo comprende 4 facoltà e ventotto dipartimenti:
| Facoltà                           | n° di iscritti (2006) | Dipartimenti |
| --------------------------------- | --------------------- | --- |
| Scienze e scienze ingegneristiche |                       | Informatica Elettrotecnica Chimica Matematica Genio dei processi Elettronica Genio meccanico Idraulica Genio civile Fisica TCSETI Ricerca operativa |
| Diritto e scienze economiche      |                       | Scienze giuridiche e amministrative Scienze economiche Scienze di gestione Informatica di gestione Scienze commerciali                              |
| Lettere e scienze umane           |                       | Inglese Arabo Francese Inglese Sociologia Lingua e cultura amazigh                                                                                  |
| Scienze della natura e della vita |                       | Microbiologia Biologia fisico-chimica Scienze alimentari Biologia, organismo e popolazione Tronco comune                                            |
| TOTALE                            | 22.792                | |

## Gli studi berberi

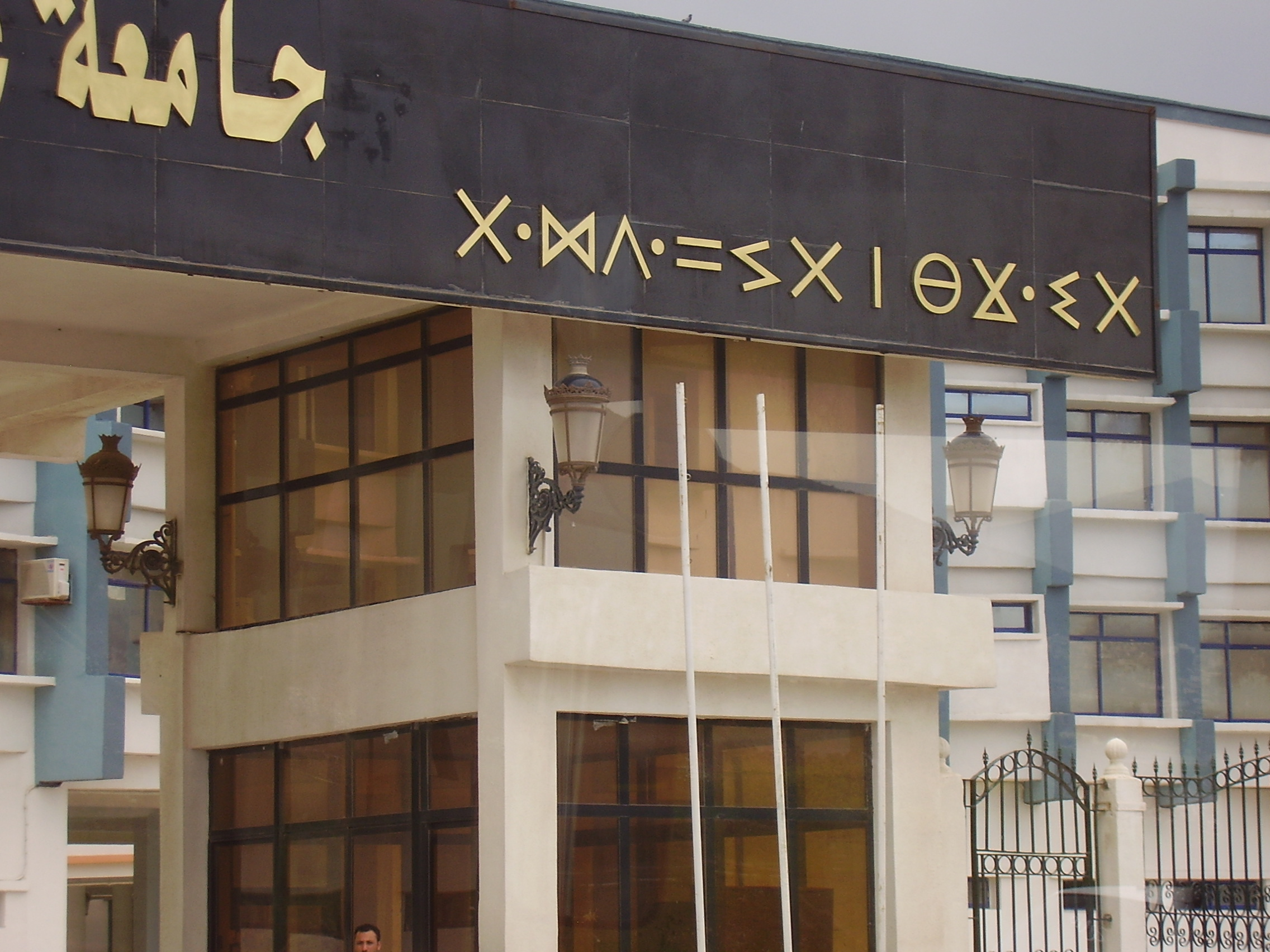
Accanto al nome dell'università in arabo (lingua ufficiale) vi è anche quello in berbero (alfabeto tifinagh)

Dopo l'università di Tizi Ouzou, anche quella di Bgayet è dotata di un Dipartimento di lingua e cultura amazigh, istituito nel 1991. 